# The Lord of the Rings: War in the North
The Lord of the Rings: War in the North is een Computer Role Playing Game ontwikkeld door Snowblind Studios en uitgegeven op 9 november 2011. Het spel is gebaseerd op de gebeurtenissen in het noorden van Midden-aarde. In een preview artikel in PlayStation Magazine werd voor het eerst verteld dat de personages aanpasbaar zijn, vaardigheden opgewaardeerd kunnen worden en dat de dialoog net zo is als in Mass Effect, maar zonder moraal eraan verbonden. Op de E3 2010 is The Lord of the Rings: War in the North net zoals het spel The Lord of the Rings: Aragorn's Quest bekendgemaakt.
The Fellowship of the Ring · The Two Towers · The Return of the King · The Third Age · War of the Ring · The Battle for Middle-earth · The Battle for Middle-earth II ·  The Battle for Middle-earth II: The Rise of the Witch-king · The Lord of the Rings Online · Conquest · Aragorn's Quest · War in the North · Guardians of Middle-earth · LEGO The Lord of the Rings · LEGO The Hobbit